# Can Frigola (Fontcoberta)
|  | Per a altres significats, vegeu «arbreda de Can Frigola». |

El Can Frigola és un mas al municipi de Fontcoberta a la comarca catalana del Pla de l'Estany.